# 扎洛米
48°54′11″N 32°37′25″E / 48.90306°N 32.62361°E
扎洛米（烏克蘭語：Заломи），是烏克蘭中部的村莊，隸屬基洛夫格勒州的克羅皮夫尼茨基區。該村始建於1835年，面積6.79平方公里，海拔高度142米，2001年人口42，人口密度每平方公里6.2人。